# Per Hård
Per (Pher) Hård (Per Hård af Segerstad), född 1653, död 16 september 1729 och begraven i Hova kyrka, var en svensk generalmajor och godsägare.
Han var son till Göran Hård och Brita Maria Hård af Segerstad samt från 1680 gift med Birgitta Lilliehök (dotter till landshövdingen Bengt Christoffersson Lilliehöök) och far till kaptenen Magnus Gabriel Hård (1689-1744). 
Hård var page hos rikskansleren greve Magnus Gabriel De la Gardie 1667 och blev löjtnant vid Skaraborgs regemente 1671 samt hovjunkare hos De la Gardie 1672. Han var löjtnant vid Bergsregementet (Malmöska regementet) 1674 och utnämndes till kapten vid Östgöta infanteriregemente 1677. Han utsågs till kommendant över Helsingborg 1693, kommendant och överstelöjtnant över Bohus 1701. Han utnämndes till överste 1712 och lämnade det militära som generalmajor 1722. Han var verksam som inom sin fars verksamhet vid Gudhammar som han övertog vid faderns frånfälle 1672. Förutom Gudhammar drev han även gårdarna  Kroppfjäll samt Grimstorp i Sandhems socken.